# Spärrsvar
Spärrsvar beskriver svar i en dialog som styr och ofta hindrar den som berättar. Svar av den här typen värderar eller undviker vad den andra personen berättar och kan därför ha negativ inverkan på dialogen. I synnerhet i känsliga samtal (till exempel vid utredningar inom sjukvården) måste den som ställer frågorna (till exempel en läkare) vara uppmärksam på att inte själv använda spärrsvar och därmed riskera att den som berättar (till exempel en patient) inte berättar allt som kan vara viktigt.
Spärrsvar kan till exempel vara:
- Avledande (Vi kan väl prata om annat...)
- Rådgivande (Men gör bara så här...)
- Lugnande  (Det ordnar sig nog...)